# Сезонність
Сезонність в даних часового ряду — це наявність коливань, які відбуваються через певні регулярні проміжки часу менше року, наприклад щомісяця чи щокварталу. Сезонність може бути спричинена різними факторами, такими як погода, відпустка та свята, і складається з періодичних, повторюваних і загалом регулярних і передбачуваних шаблонів поведінки часового ряду.
Сезонні коливання в часовому ряді можна протиставити циклічним патернам. Останні виникають, коли дані демонструють підйоми та спади, які не мають фіксованого періоду. Такі несезонні коливання зазвичай зумовлені економічними умовами і часто пов'язані з «діловим циклом»; їхній період зазвичай виходить за межі одного року, і коливання зазвичай тривають щонайменше два роки.
Організації, які стикаються з сезонними коливаннями, наприклад продавці морозива, часто зацікавлені в тому, щоб знати свої показники порівняно з нормальними сезонними коливаннями. Інший приклад, — сезонні зміни на ринку праці, можна пояснити виходом на ринок праці випускників шкіл, які прагнуть отримати роботу після завершення навчання. Ці регулярні зміни становлять менший інтерес для тих, хто вивчає дані про зайнятість, ніж зміни, які відбуваються через загальний стан економіки; їхня увага зосереджена на тому, як змінився рівень безробіття серед робочої сили, попри вплив регулярних сезонних коливань.
Організаціям необхідно виявляти та вимірювати сезонні коливання на ринку, де вони працюють, щоб краще спланувати свою діяльність на майбутнє. Це може допомогти підготуватися до тимчасового збільшення або зменшення потреб у робочій силі та товарних запасах у зв'язку з коливаннями попиту на їхній продукт чи послугу протягом певних періодів. Це може вимагати навчання, періодичного сервісного супроводу тощо, яке можна організувати заздалегідь. Крім цих міркувань, організаціям необхідно знати, чи були коливання, яких вони зазнали, більшими чи меншими за очікувані, і чи не перевищують вони звичайні сезонні коливання.

## Мотивація
Існує кілька основних причин для вивчення сезонних коливань:
- Опис сезонного ефекту дозволяє краще зрозуміти вплив цього компонента на конкретний ряд.
- Після виявлення сезонної моделі можна застосувати методи для її вилучення з часових рядів для вивчення впливу інших компонентів, таких як циклічні та нерегулярні коливання. Таке усунення сезонного ефекту називається десезонністю або сезонним коригуванням даних.
- Використання минулих моделей сезонних коливань для прогнозування та передбачення майбутніх тенденцій, наприклад, таких як кліматологічні норми.

## Виявлення
Для виявлення сезонності можна використовувати такі графічні методи:
- Графік часового ряду часто виразно відображає сезонність Сезонний графік використання електроенергії в США

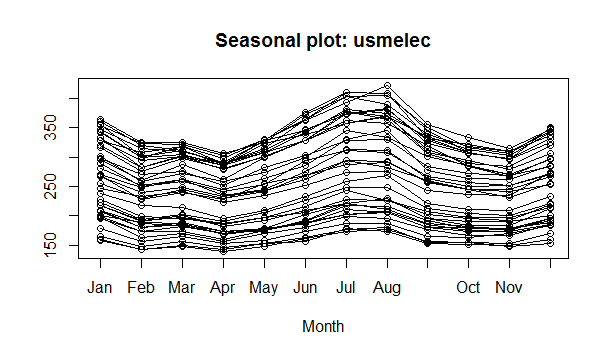
Сезонний графік використання електроенергії в США

- Графік сезонності відображає дані з кожного сезону, що накладаються[4]
- Графік сезонності частинного ряду[en] — спеціалізований прийом для відображення сезонності
- Діаграми з кількома коробковими графіками можна використовувати як альтернативу графіку сезонного частинного ряду для визначення сезонності
- Автокореляційний графік і спектральний графік можуть допомогти визначити сезонність.

Дійсно ефективний спосіб знайти періодичність, у тому числі сезонність, у будь-якому часовому ряді даних — спочатку видалити тренд, а потім проаналізувати періодичність у часі.
Побудова графіка часового ряду є рекомендованим першим кроком для аналізу будь-якого часового ряду. Хоча на цьому графіку іноді можна вказати сезонність, сезонність більш чітко показана на графіку сезонного частинного ряду або коробковому графіку. Графік сезонності частинного ряду чудово показує як сезонні відмінності (між групами), так і патерни групи. Коробковий графік досить добре показує сезонну різницю (між патернами груп), але вона не відображається в патернах груп. Однак для великих наборів даних коробковий графік зазвичай легше читати, ніж графік сезонності частинного ряду.

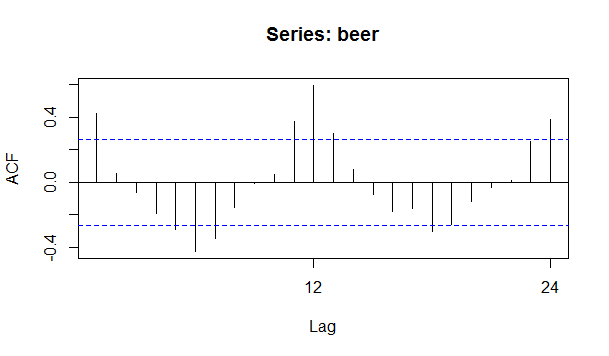
Діаграма автокореляції даних про споживання пива в Австралії.

Графік сезонності всього або частини ряду та коробковий графік припускають, що сезонні періоди відомі. У більшості випадків аналітик насправді це знає. Наприклад, для даних сгрупованих по місяцям період дорівнює 12, оскільки в році 12 місяців. Однак, якщо період невідомий, може стати в нагоді графік автокореляції. Якщо є значна сезонність, автокореляційний графік повинен показувати піки з лагом, який дорівнює періоду. Наприклад, для даних по місяцях, якщо існує ефект сезонності, ми очікуємо побачити значні піки на лагах 12, 24, 36 і так далі (хоча інтенсивність може зменшуватися з кожним наступним лагом).
Діаграма автокореляції може бути використана для виявлення сезонності, оскільки вона обчислює різницю (залишкову суму) між значенням Y і лаговим значенням Y. Отриманий графік показує деякі точки, де два значення близькі один до одного (без сезонності), але є й інші точки, де спостерігається велика розбіжність. Ці точки вказують на рівень сезонності в даних.
З напіврегулярними циклічними варіаціями можна мати справу за допомогою оцінки спектральної густини.

## Розрахунок
Сезонні коливання вимірюються за допомогою індексу, який називається індексом сезонності. Це середнє значення, яке можна використовувати для порівняння фактичного спостереження з тим, яким воно було б за відсутності сезонних коливань. Значення індексу прив'язується до кожного періоду часового ряду в межах року. Це означає, що якщо розглядати місячні дані, то існує 12 окремих індексів сезонності, по одному для кожного місяця. Наступні методи використовують індекси сезонності для вимірювання сезонних коливань даних часового ряду.
- Метод простих середніх
- Метод відношення до тренду
- Метод відношення до рухомого середнього
- Методом розкладання на компоненти

### Метод простих середніх
Вимірювання сезонних коливань за допомогою методу відношення до ковзного середнього дає змогу отримати індекс для вимірювання ступеня сезонних коливань у часовому ряді. Індекс ґрунтується на середньому значенні, що дорівнює 100, а ступінь сезонності вимірюється за відхиленнями від базового значення. Наприклад, розглянемо оренду готелів на зимовому курорті. Нехай індекс зимового кварталу дорівнює 124. Значення 124 вказує на те, що 124 відсотки середньоквартальної оренди припадає на зиму. Якщо адміністрація готелю зафіксувала 1436 оренд за весь минулий рік, то середньоквартальний показник оренди становитиме 359 = (1436/4). Оскільки індекс зимового кварталу дорівнює 124, ми оцінюємо кількість зимових оренд в такий спосіб:
359*(124/100)=445;
Тут 359 — середня квартальна орендна плата. 124 — індекс зимового кварталу. Сезонна оренда зимового кварталу — 445.
Цей метод також називають методом відсоткового ковзного середнього. У цьому методі вихідні значення даних у часовому ряді виражаються у відсотках від ковзних середніх. Нижче описано та реалізовано кроки для розрахунку для конкретної таблиці з даними.

### Метод відношення до тренду
1. Знайдіть 12 центрованих місячних (або 4 квартальних) ковзних середніх значень вихідних даних у часовому ряді.
2. Виразіть кожне значення вихідних даних часового ряду у відсотках від відповідного центрованого ковзного середнього значення, отриманого на кроці (1). Іншими словами, в мультиплікативній моделі часового ряду ми отримуємо (Вихідні дані) / (Значення тренду) × 100 = (T × C × S × I) / (T × C) × 100 = (S × I) × 100. Де T, C, S, I — відповідні складові тренду, циклу, сезонності та нерегулярності (шуму). Це означає, що відношення до ковзного середнього представляє сезонні та нерегулярні складові.
3. Розподіліть ці відсотки за місяцями або кварталами заданих років. Знайдіть середні значення за всіма місяцями або кварталами заданих років.
4. Якщо сума цих індексів не дорівнює 1200 (або 400 для квартальних даних), помножте їх на поправочний коефіцієнт = 1200 / (сума місячних індексів). Таким чином, ми отримали 12 середньомісячних індексів, які є індексами сезонності.

### Метод відношення до ковзного середнього
Розрахуємо сезонний індекс методом відношення до ковзного середнього за такими даними:
| Рік/Квартали | 1   | 2  | 3  | 4  |
| ------------ | --- | -- | -- | -- |
| 1996 рік     | 75  | 60 | 54 | 59 |
| 1997 рік     | 86  | 65 | 63 | 80 |
| 1998 рік     | 90  | 72 | 66 | 85 |
| 1999 рік     | 100 | 78 | 72 | 93 |

Тепер розрахуємо 4 квартальних ковзних середніх та співвідношення до ковзних середніх:
| Рік      | Квартал | Оригінальні значення (Y) | Сума рухомого вікна з 4 кварталів | Ковзне середнє 4-х кварталів | Сума рухомого вікна з 2 кварталів | Ковзне середнє 2-х кварталів (T) | Відношення до ковзного середнього (%) (Y)/ (T)*100 |
| -------- | ------- | ------------------------ | --------------------------------- | ---------------------------- | --------------------------------- | -------------------------------- | -------------------------------------------------- |
| 1996 рік | 1       | 75                       |                                   |                              | —                                 | —                                | —                                                  |
| 1996 рік | 1       | 75                       | —                                 | —                            | —                                 | —                                | —                                                  |
| 1996 рік | 2       | 60                       | —                                 | —                            | —                                 | —                                | —                                                  |
| 1996 рік | 2       | 60                       | 248                               | 62,00                        | —                                 | —                                | —                                                  |
| 1996 рік | 3       | 54                       | 248                               | 62,00                        | 126,75                            | 63,375                           | 85.21                                              |
| 1996 рік | 3       | 54                       | 259                               | 64,75                        | 126,75                            | 63,375                           | 85.21                                              |
| 1996 рік | 4       | 59                       | 259                               | 64,75                        | 130,75                            | 65,375                           | 90,25                                              |
| 1996 рік | 4       | 59                       | 264                               | 66,00                        | 130,75                            | 65,375                           | 90,25                                              |
| 1997 рік | 1       | 86                       | 264                               | 66,00                        | 134,25                            | 67,125                           | 128.12                                             |
| 1997 рік | 1       | 86                       | 273                               | 68,25                        | 134,25                            | 67,125                           | 128.12                                             |
| 1997 рік | 2       | 65                       | 273                               | 68,25                        | 141,75                            | 70,875                           | 91,71                                              |
| 1997 рік | 2       | 65                       | 294                               | 73,50                        | 141,75                            | 70,875                           | 91,71                                              |
| 1997 рік | 3       | 63                       | 294                               | 73,50                        | 148,00                            | 74,00                            | 85.13                                              |
| 1997 рік | 3       | 63                       | 298                               | 74,50                        | 148,00                            | 74,00                            | 85.13                                              |
| 1997 рік | 4       | 80                       | 298                               | 74,50                        | 150,75                            | 75,375                           | 106.14                                             |
| 1997 рік | 4       | 80                       | 305                               | 76,25                        | 150,75                            | 75,375                           | 106.14                                             |
| 1998 рік | 1       | 90                       | 305                               | 76,25                        | 153,25                            | 76,625                           | 117,45                                             |
| 1998 рік | 1       | 90                       | 308                               | 77,00                        | 153,25                            | 76,625                           | 117,45                                             |
| 1998 рік | 2       | 72                       | 308                               | 77,00                        | 155,25                            | 77,625                           | 92,75                                              |
| 1998 рік | 2       | 72                       | 313                               | 78,25                        | 155,25                            | 77,625                           | 92,75                                              |
| 1998 рік | 3       | 66                       | 313                               | 78,25                        | 159,00                            | 79,50                            | 83.02                                              |
| 1998 рік | 3       | 66                       | 323                               | 80,75                        | 159,00                            | 79,50                            | 83.02                                              |
| 1998 рік | 4       | 85                       | 323                               | 80,75                        | 163,00                            | 81,50                            | 104.29                                             |
| 1998 рік | 4       | 85                       | 329                               | 82,25                        | 163,00                            | 81,50                            | 104.29                                             |
| 1999 рік | 1       | 100                      | 329                               | 82,25                        | 166,00                            | 83,00                            | 120,48                                             |
| 1999 рік | 1       | 100                      | 335                               | 83,75                        | 166,00                            | 83,00                            | 120,48                                             |
| 1999 рік | 2       | 78                       | 335                               | 83,75                        | 169,50                            | 84,75                            | 92.03                                              |
| 1999 рік | 2       | 78                       | 343                               | 85,75                        | 169,50                            | 84,75                            | 92.03                                              |
| 1999 рік | 3       | 72                       | 343                               | 85,75                        | —                                 | —                                | —                                                  |
| 1999 рік | 3       | 72                       | —                                 | —                            | —                                 | —                                | —                                                  |
| 1999 рік | 4       | 93                       | —                                 | —                            | —                                 | —                                | —                                                  |
| 1999 рік | 4       | 93                       |                                   |                              | —                                 | —                                | —                                                  |

| Роки/квартали                           | 1      | 2      | 3      | 4      | Всього |
| --------------------------------------- | ------ | ------ | ------ | ------ | ------ |
| 1996 рік                                | —      | —      | 85.21  | 90,25  |        |
| 1997 рік                                | 128.12 | 91,71  | 85.13  | 106.14 |        |
| 1998 рік                                | 117,45 | 92,75  | 83.02  | 104.29 |        |
| 1999 рік                                | 120,48 | 92.04  | —      | —      |        |
| Всього                                  | 366,05 | 276,49 | 253,36 | 300,68 |        |
| Середнє за сезоном                      | 122.01 | 92.16  | 84,45  | 100,23 | 398,85 |
| Скоригований середній сезонний показник | 122,36 | 92,43  | 84,69  | 100,52 | 400    |

Тепер сума сезонних середніх становить 398,85. Отже, відповідний поправочний коефіцієнт становитиме 400/398,85 = 1,00288. Кожне середнє сезонне значення множиться на поправочний коефіцієнт 1,00288, щоб отримати скориговані індекси сезонності, як показано у наведеній вище таблиці.

### Метод розкладання на компоненти
1. У адитивній моделі часових рядів сезонний компонент оцінюється як:
S = Y - (T + C + I)
де:
S — Сезонні значення

Y — Фактичні значення часового ряду

T — Трендові значення

C — Циклічні значення

I — Нерегулярні значення.
2. У мультиплікативній моделі часових рядів сезонна складова виражається у відношенні та відсотках як
- Мультиплікативна модель: {\displaystyle {\frac {Y}{S}}\times 100={\frac {T\cdot S\cdot C\cdot I}{S}}\times 100=(T\cdot C\cdot I)\times 100}

Однак на практиці для отримання результату виконується усунення тренду часових рядів для того, щоб отримати {\displaystyle S\cdot C\cdot I}.
Це робиться шляхом ділення обох частин рівняння {\displaystyle Y=T\cdot S\cdot C\cdot I} на значення тренду T так, що {\displaystyle {\frac {Y}{T}}=S\cdot C\cdot I}.
3. Десезоналізовані дані часових рядів матимуть лише компоненти тренду (T), циклу (C) та нерегулярності (I) і виражатимуться як:
- Мультиплікативна модель: {\displaystyle {\frac {Y}{S}}\times 100={\frac {T\cdot S\cdot C\cdot I}{S}}\times 100=(T\cdot C\cdot I)\times 100}

- Адитивна модель: Y - S = (T + S + C + I) - S = T + C + I

## Моделювання
Повністю регулярні циклічні коливання часового ряду можуть бути оброблені в аналізі часових рядів за допомогою синусоїдальної моделі з однією або декількома синусоїдами, довжини періодів яких можуть бути відомі або невідомі залежно від контексту. З менш регулярними циклічними коливання можна мати справу, використовуючи спеціальну форму моделі ARIMA, яка може бути побудована таким чином, щоб враховувати циклічні коливання напівявно. Такі моделі представляють циклостаціонарні процеси.
Іншим методом моделювання сезонного коливання є використання пари членів ряду Фур'є. Подібно до використання синусоїдальної моделі, члени ряду Фур'є, додані до регресійної моделі, використовують синусоїдальні та косинусоїдальні члени для моделювання сезонності. Однак сезонність такої регресії буде представлена як сума синусоїдальних або косинусоїдальних членів, а не як один синусоїдальний або косинусоїдальний член у синусоїдальній моделі. Будь-яка періодична функція може бути апроксимована за допомогою членів ряду Фур'є.
Різницю між синусоїдальною моделлю та регресією з членами ряду Фур'є можна спростити до такого:

Синусоїдальна модель:
{\displaystyle Y_{i}=a+bt+\alpha \sin(2\pi \omega T_{i}+\phi )+E_{i}}
Регресія з членами ряду Фур'є:
{\displaystyle Y_{i}=a+bt+(\sum _{k=1}^{K}\alpha _{k}\cdot \sin({\tfrac {2\pi kt}{m}})+\beta _{k}\cdot \cos({\tfrac {2\pi kt}{m}}))+E_{i}}

## Сезонне коригування
Сезонне коригування або десезонізація — це будь-який метод видалення сезонної складової часового ряду. Отримані сезонно скориговані дані використовуються, наприклад, при аналізі або представленні несезонних тенденцій за триваліший період, ніж сезонний. Відповідний метод сезонного коригування вибирається на основі того, як відбувається розкладання часового ряду на компоненти, позначені такими назвами, як «тренд», «цикл», «сезонність» і «нерегулярність», а також на те, як вони взаємодіють між собою. Наприклад, такі компоненти можуть впливати адитивно або мультиплікативно. Таким чином, якщо сезонна складова впливає адитивно, метод коригування має два етапи:
- оцінка сезонної складової варіації в часовому ряді, як правило, у формі, яка має нульове середнє значення для ряду;
- відняти розрахунковий сезонний компонент з вихідного часового ряду, залишаючи сезонно скоригований ряд: {\displaystyle Y_{t}-S_{t}=T_{t}+E_{t}}.[3]

Якщо це мультиплікативна модель, то величина сезонних коливань буде залежати від рівня, що є більш характерним для економічних рядів. З урахуванням сезонності мультиплікативне розкладання, скориговане на сезонність, можна записати у вигляді {\displaystyle Y_{t}/S_{t}=T_{t}*E_{t}}; при цьому вихідний часовий ряд ділиться на розрахункову сезонну складову.
Мультиплікативну модель можна перетворити на адитивну, якщо взяти логарифм часового ряду.
Мультиплікативне розкладання: {\displaystyle Y_{t}=S_{t}*T_{t}*E_{t}}
Логарифм часових рядів для мультиплікативної моделі: {\displaystyle \log Y_{t}=\log S_{t}+\log T_{t}+\log E_{t}}
Одну конкретну реалізацію сезонного коригування забезпечує X-12-ARIMA.

## У регресійному аналізі
У регресійному аналізі, такому як звичайний метод найменших квадратів, коли залежна змінна, що змінюється в залежності від сезону, перебуває під впливом однієї або кількох незалежних змінних, сезонність можна врахувати та виміряти шляхом включення n-1 фіктивних змінних, по одній для кожного сезону, за винятком довільно обраного сезону, який приймається за еталон, де n — кількість сезонів (наприклад, 4 у випадку метеорологічних сезонів, 12 у випадку місяців тощо).
Для кожної фіктивної змінної встановлюється значення 1, якщо точка даних взята із визначеного сезону, і 0 у протилежному випадку. Потім прогнозоване значення залежної змінної для базового сезону обчислюється з решти регресії, тоді як для будь-якого іншого сезону воно обчислюється з використанням решти регресії та додаванням значення 1 для фіктивної змінної для цього сезону.

## Пов'язані патерни
Важливо відрізняти сезонні закономірності від інших подібних закономірностей. Сезонна закономірність виникає тоді, коли на часовий ряд впливає зміна сезону або пора року, наприклад, річна, піврічна, квартальна тощо. Циклічна закономірність, або просто цикл, виникає, коли дані зростають і падають в інші періоди, тобто набагато довші (наприклад, десятирічні) або набагато коротші (наприклад, тижневі), ніж сезонні періоди. Квазіперіодичність — це більш загальна, нерегулярна періодичність.